# 3987 Wujek
3987 Wujek (1986 EL1) là một tiểu hành tinh vành đai chính được phát hiện ngày 5 tháng 3 năm 1986 bởi E. Bowell ở Flagstaff (AM).